# Елеутерокок колючий
Елеутерокок колючий (Eleutherocóccus senticósus) — чагарник з плодами, зібраними у великі чорні кулі; вид роду Елеутерокок родини аралієвих (Araliaceae). За своїми лікарськими властивостями Елеутерокок близький до женьшеню, тому іноді (особливо на Заході) його називають «сибірський женьшень».

## Опис
Рослина висотою 2 — 2,5 м, іноді виростає до 5 м. Горизонтальні підземні пагони можуть відходити від материнського куща (до 5 м) і давати нові надземні паростки. Листки п'ятипальчатоскладні, довгочерешкові. За формою еліптичні чи оберненояйцеподібні, з клиноподібною основою, зубчасті, на кінці загострені. Квітки дрібні, одно- чи двостатеві, зібрані у кулясте суцвіття зонтик. Тичинкові й двостатеві квітки — блідо-фіолетові, маточкові — жовтуваті. Цвітуть у липні-серпні. Плоди — чорні ягодоподібні кістяки кулястої чи овальної форми, дозрівають у.

## Поширення
Елеутерокок колючий росте на Далекому Сході — в Приморському та Хабаровському краях, Амурській області і на південному Сахаліні. За межами Росії росте в Кореї, Японії і північно-східному Китаї.

## Медичне застосування
З лікувальною метою в якості лікарської сировини застосовують кореневище і корінь елеутерококу колючого (Rhizoma et radix Eleutherococci). Заготовляють кореневища восени, з другої половини вересня, викопуючи лише дорослі рослини вище 1 м. Коріння швидко миють, рубають на шматки і сушать при температурі 70-80 °C.
У коренях і кореневищах виявлено сім глікозидів, названих елеутерозиди А, В, B-1, С, D, E, F. У кристалічному вигляді виділено п'ять елеутерозидів, що відносяться до лігнанових гликозидів. Крім того, корені містять пектинові речовини, смоли, камеді, антоціани і 0,8 % ефірної олії. Елеутерокок не містить сапонінів, на відміну від інших аралієвих (зокрема, женьшеню).